# He Did It for the Best
He Did It for the Best è un cortometraggio muto del 1913 diretto da W.P. Kellino.

## Trama
Un uomo scambia un vagabondo per suo zio, un ricco eccentrico.

## Produzione
Il film fu prodotto dalla EcKo.

## Distribuzione
Distribuito dall'Universal Pictures, il film - un cortometraggio di 151 metri - uscì nelle sale cinematografiche britanniche nel giugno 1913.